# Tornado de Brownwood de 1976
Durante a noite de 19 de abril de 1976, um violento tornado atingiu Brownwood, Texas, Estados Unidos. Os danos causados pelo tornado foram extremos o suficiente para que o Serviço Nacional de Meteorologia (NWS) classificasse o tornado como F5 na escala Fujita. Em 1993, o meteorologista e especialista em tornados Thomas P. Grazulis discordou da avaliação do tornado feita pelo Serviço Nacional de Meteorologia, e atribuiu uma classificação máxima de F4 na escala Fujita por falta de evidências de danos em F5.

## Resumo do tornado
O tornado atingiu o solo perto da rodovia 67, entre Bangs e Brownwood. Cerca de 4 milhas (6,4 km) a noroeste de Brownwood, o tornado cruzou a Highway 279 (rodovia), onde vários anexos, uma pista de corrida de motocicletas e um carro estacionado foram destruídos. À medida que o tornado continuava para nordeste, ele cruzou uma pequena colina, onde o Serviço Nacional de Meteorologia documentou que ele "destruiu" árvores de algaroba.
O tornado então cruzou a FM 2125 aproximadamente 5 milhas (8,0 km) ao norte do centro de Brownwood, onde atingiu o pomar e a fazenda de nozes AI Fabis. Na fazenda, 11 pessoas ficaram feridas quando quatro casas foram niveladas aos assoalhos e várias dependências foram completamente destruídas. Dois adolescentes na fazenda foram pegos em campo aberto e foram arremessados 1 000 jardas (910 m). O Serviço Nacional de Meteorologia informou que ambos sobreviveram. O meteorologista T. Eric Brown informou que eles ficaram “gravemente feridos”. AI Fabis, o proprietário da fazenda, "escapou por pouco da morte quando a tempestade destruiu sua casa de madeira". O Serviço Nacional de Meteorologia documentou que Fabis se escondeu na banheira durante a tempestade, que era a única coisa que ainda estava presa à fundação depois que o tornado varreu o resto da casa.
Após destruir a fazenda de Fabis, o tornado devastou o Aeroporto de Brownwood. Um conjunto de hangares T e seis aeronaves privadas foram destruídos. O tornado milagrosamente arcou-se em torno de um hangar maior, onde vários funcionários do aeroporto estavam abrigados durante o tornado. O tornado se dissipou 0,5 milhas (0,80 km) a nordeste da Rodovia 183 após viajar 10,5 milhas (16,9 km). No total, o tornado, que atingiu uma largura máxima de 0,25 milhas (0,40 km), feriu 11 pessoas e causou entre 2,5 e 5 milhões de dólares (1976 USD) em danos.